# Jacques Duquesne
Jacques Duquesne (Marcinelle, 1940. április 20. – 2023. december 8. vagy előtte) belga válogatott labdarúgókapus.

## Pályafutása
1954-ben az Olympic Charleroi korosztályos csapatában kezdte a labdarúgást, ahol 1962-ben mutatkozott be az első csapatban. 1963–64-ben a La Gantoise játékosa volt. 1964-ben visszatért az Olympichez, ahol 1979-es visszavonulásáig védett.
A belga válogatott tagjaként részt vett az 1970-es világbajnokságon.